# فرودگاه گورها سلیم
فرودگاه گورها سلیم (به انگلیسی: Gurha Salim Airport) (به زبان بومی: Sanghoi Airport) یک فرودگاه نظامی با کد یاتا XJM است که یک باند فرود آسفالت دارد و طول باند آن ۹۰۰ متر است. این فرودگاه در کشور پاکستان قرار دارد و در ارتفاع ۲۷۵ متری از سطح دریا واقع شده است.